# Gór
Gór je obec v maďarské župě Vas, v okrese Sárvár. V roce 2011 zde žilo 305 obyvatel.